# Rudolf Klophaus

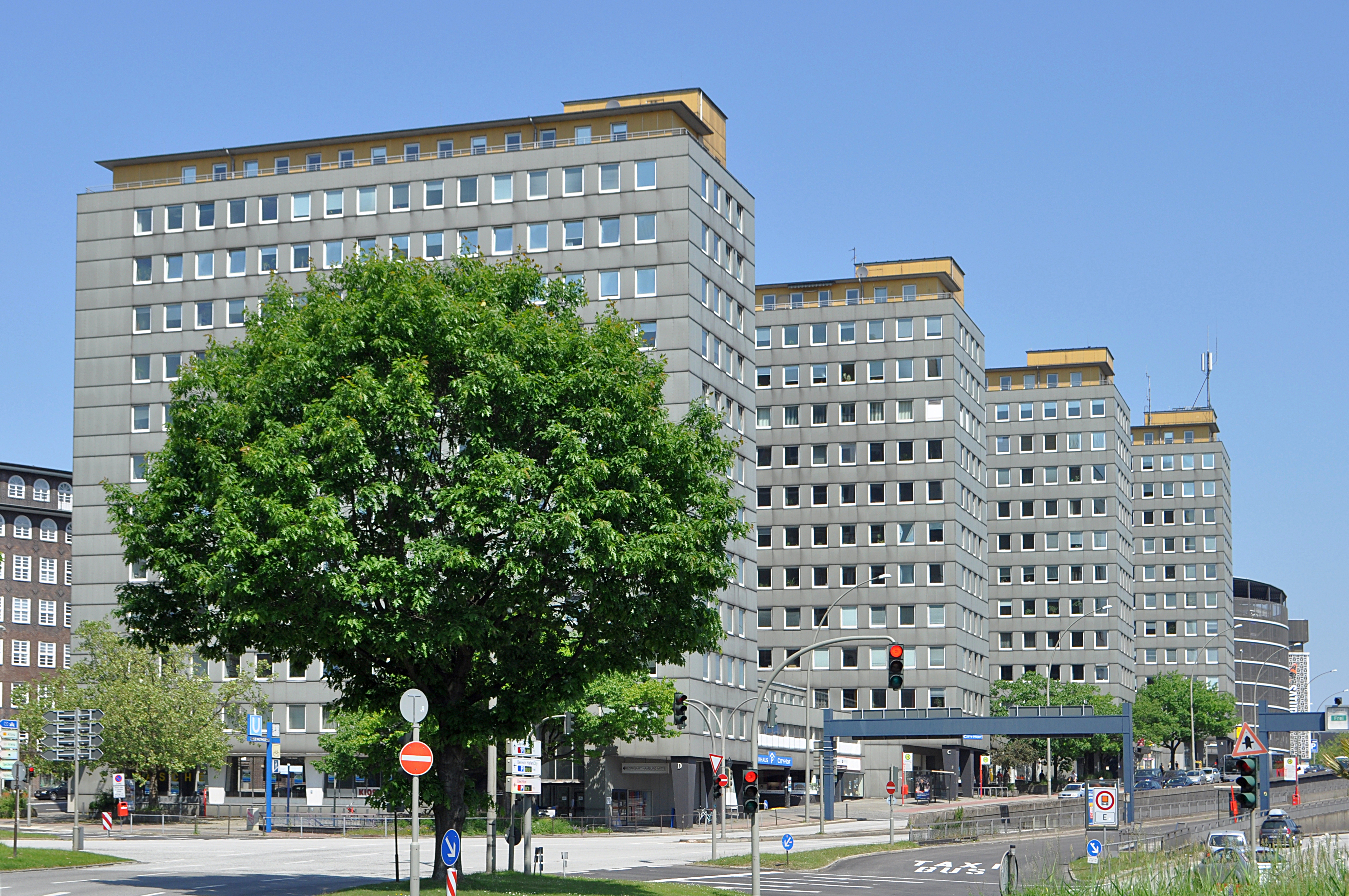
City-Hof in Hamburg (1954 – 2019)

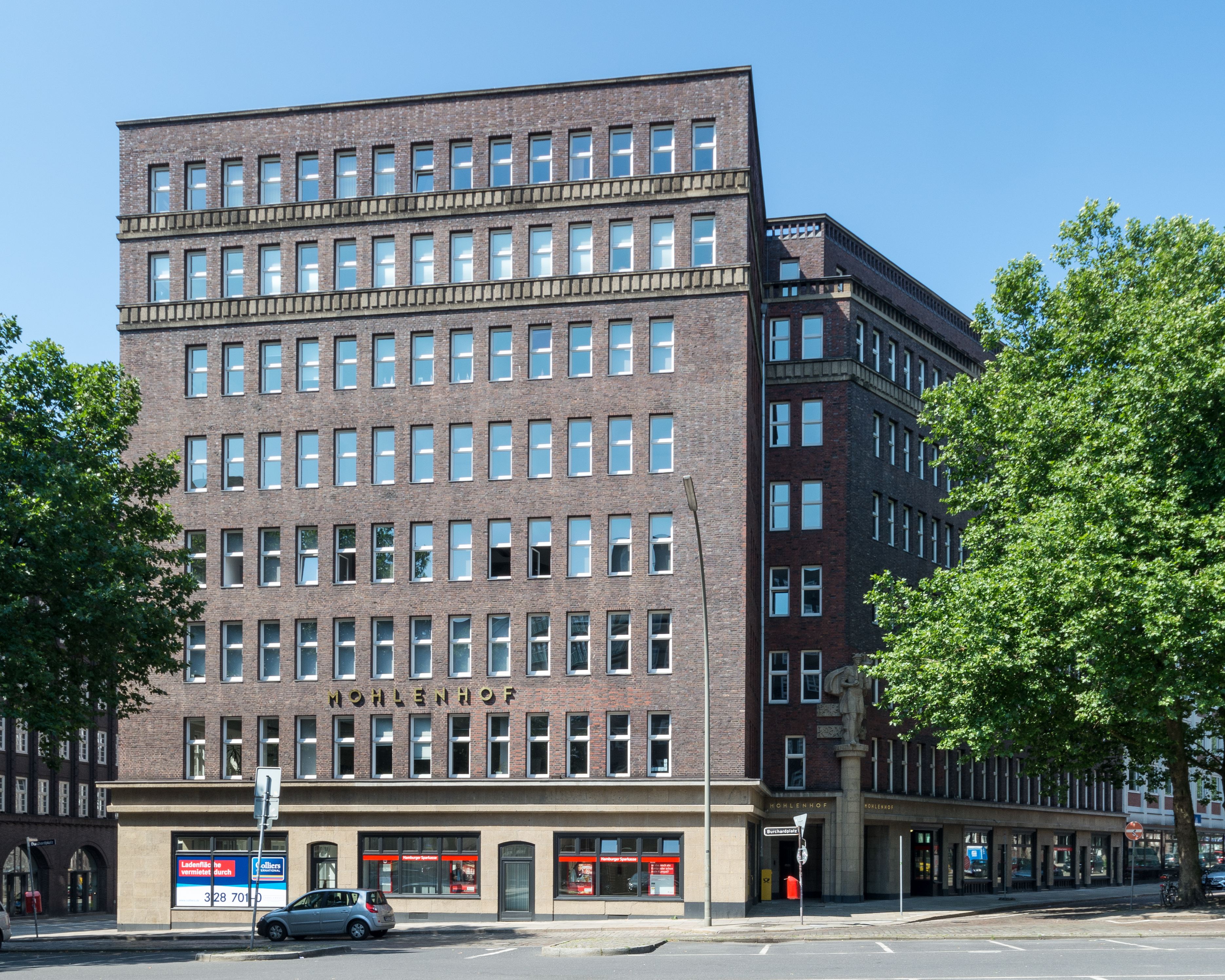
Mohlenhof (1928/29)

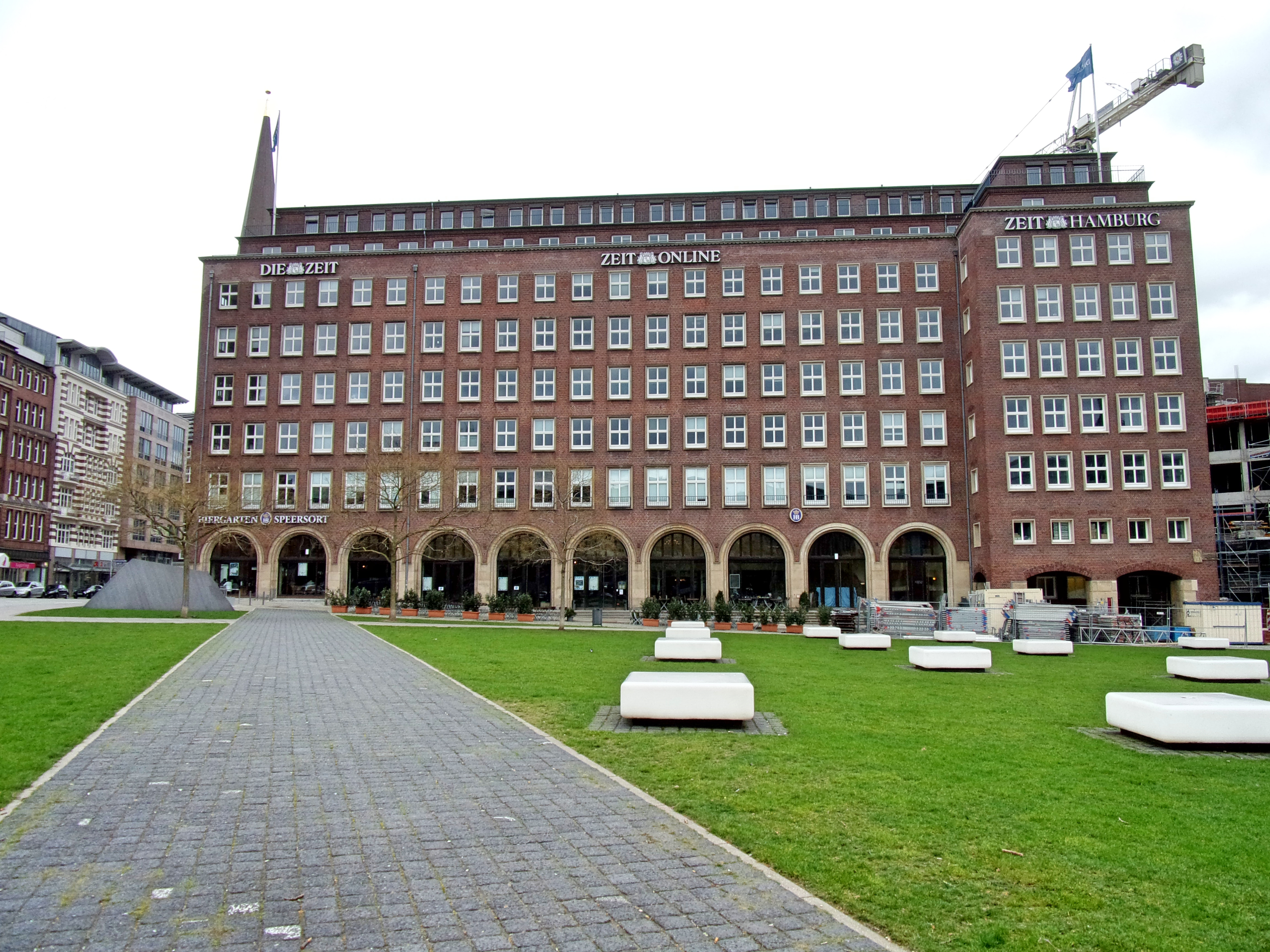
Pressehaus (1938), heute „Helmut-Schmidt-Haus“

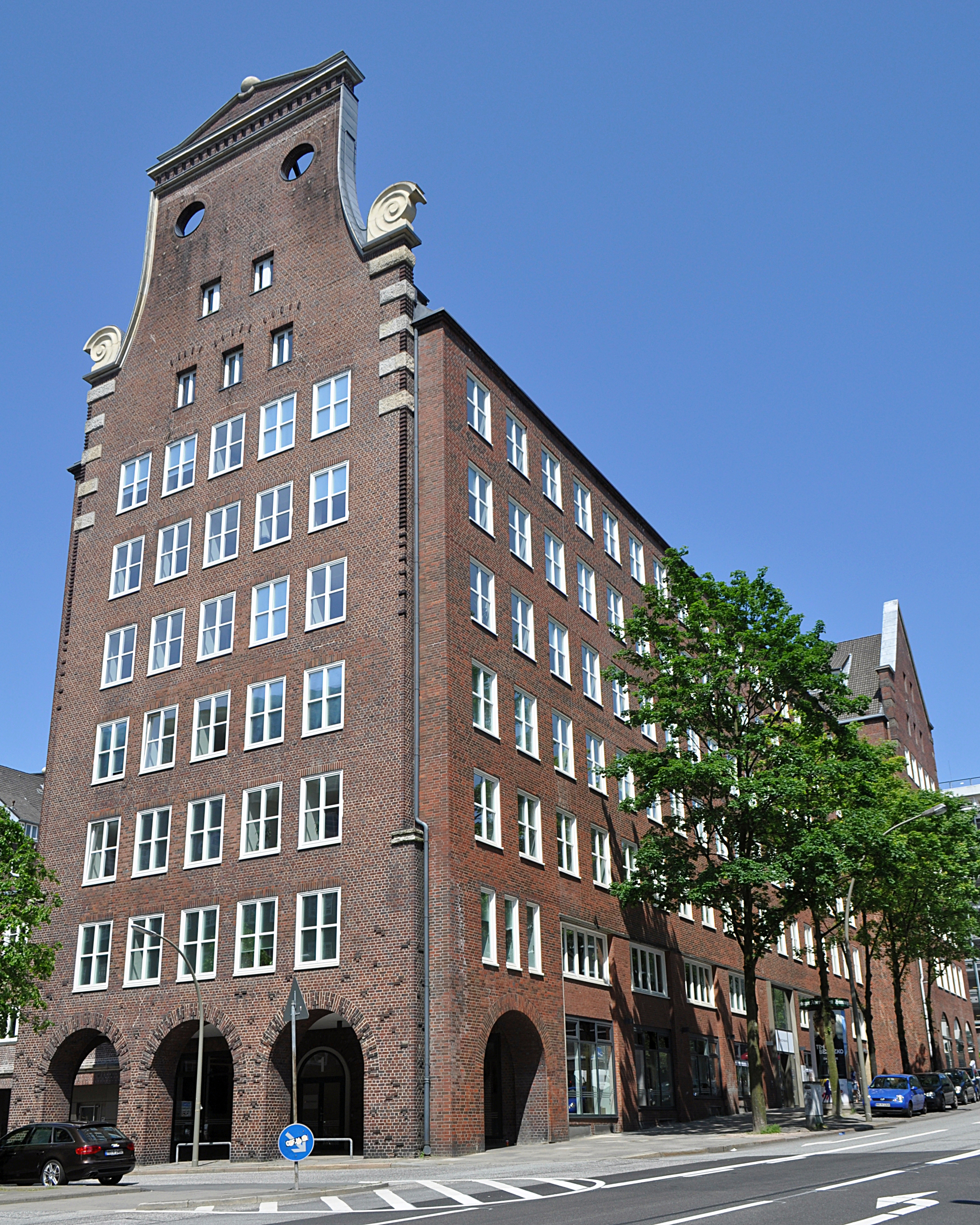
Bartholomayhaus (1938/39)

Rudolf Klophaus (* 14. Januar 1885 in Wald bei Solingen; † 3. Juli 1957 in Hamburg) war ein deutscher Architekt. Er wirkte seit 1920 vorwiegend in Hamburg und schuf bis zu seinem Tod zahlreiche stadtbildprägende Wohn- und Geschäftshäuser. Zu seinen bekanntesten Bauten zählen das Pressehaus am Speersort sowie die einstigen City-Hof-Hochhäuser am Klosterwall.

## Leben
Der Sohn einer Arbeiterfamilie besuchte nach einer Maurerlehre von 1901 bis 1906 die Baugewerkschulen in Barmen und Aachen und arbeitete anschließend zunächst für den Architekten Otto Frings in Düsseldorf. Im Ersten Weltkrieg schwer verwundet, erhielt er 1916 eine Anstellung bei dem Hamburger Architekten Theodor Speckbötel. 1920 gründete er zusammen mit August Schoch ein eigenes Büro, 1927 kam Erich zu Putlitz als dritter Partner hinzu.
Zusammen bauten sie in den folgenden Jahren zahlreiche Büro- und Geschäftshäuser, aber auch genossenschaftliche Wohnanlagen in Harvestehude, Winterhude, Finkenwerder, Ohlsdorf und Hamm. Besonders stark war das Büro beim Bau der von Fritz Schumacher entworfenen Großsiedlung Dulsberg engagiert. Nach dem Urteil des Kunsthistorikers Hermann Hipp gehörte Klophaus „in den zwanziger Jahren zu den besten der gemäßigt modernen Hamburger Backsteinarchitekten“. Internationale Bekanntheit erlangte er durch  seine Wettbewerbsentwürfe für den Genfer Völkerbund-Palast, die Erweiterung des Reichstages in Berlin und das Columbus-Denkmal auf Haiti.
1932 trennte Klophaus sich von seinen bisherigen Partnern und arbeitete fortan allein weiter. Zum 1. Mai 1933 trat er in die NSDAP ein (Mitgliedsnummer 3.032.006), nachdem er zuvor seit 1923 der Deutschen Demokratischen Partei sowie der Hamburger Freimaurerloge Hanseatentreue angehört hatte. Zusammen mit Artur Tachill (1903–1981) beteiligte sich Klophaus 1933/34 erfolgreich an Ideenwettbewerben für den Bau einer Reichsführerschule in München sowie für ein geplantes, aber nicht realisiertes SS-Ehrenmal auf der Moorweide in Hamburg. Ebenfalls in Hamburg erhielt er in den Folgejahren weitere Großaufträge, darunter für die Wohnanlage Altstädter Hof, das Kontorhaus für den Kaufmann Robert Bartholomay sowie das Pressehaus am Speersort, dessen Grundstein 1938 im Beisein von Propagandaminister Joseph Goebbels verlegt wurde. Im gleichen Jahr begann Klophaus am Klosterwall mit dem Bau einer monumentalen Verwaltungszentrale für die Hamburger Hochbahn, der jedoch nach Ausbruch des Zweiten Weltkrieges gestoppt und nach Kriegsende wieder abgerissen wurde.
Während des Krieges war Klophaus 1942/43 vorübergehend im besetzten Lothringen tätig, wo er für das Wiederaufbauamt mit der Beseitigung von Kriegsschäden befasst war. Im September 1943 wurde er jedoch nach den schweren Luftangriffen auf Hamburg wieder in die Hansestadt zurückbeordert und dort bis Kriegsende mit dem Bau von Behelfswohnungen betraut. Nach Kriegsende wurde Klophaus im Zuge der Entnazifizierung zunächst als „minderbelastet“ eingestuft und durfte vorübergehend nicht als Architekt arbeiten. Im Berufungsverfahren gelang ihm 1948 jedoch die Einstufung als „Mitläufer“, so dass er seine Tätigkeit wieder aufnehmen konnte. In der Folgezeit war er vorwiegend im Neu- und Wiederaufbau von Wohnungen beschäftigt, realisierte aber auch mehrere Theater sowie Bank- und Geschäftshäuser. Sein markantestes Werk jener Jahre sind die City-Hof-Hochhäuser am Klosterwall, die er ab 1952 anstelle des abgerissenen Hochbahnhauses errichtete.
Kurz vor deren Fertigstellung, 1957, starb Rudolf Klophaus plötzlich während einer Gerichtsverhandlung, sein damaliger Bürochef Hans Jochem machte sich mit dem Architekt Peter Hauske selbständig und beide führten das Büro Klophaus unter dem neuen Namen Peter Hauske und Hans Jochem Architekten BDA mit einigen ehemaligen Klophaus-Mitarbeitern weiter.
Rudolf Klophaus fand seine letzte Ruhestätte auf dem Friedhof Ohlsdorf (Planquadrat V 6). Seit 1979 trägt der Klophausring in Nettelnburg, einem Ortsteil des Hamburger Stadtteils Bergedorf, seinen Namen.

## Bauten (Auswahl)
- 1923–1924: Umbau und Aufstockung des Hauses der Patriotischen Gesellschaft in Hamburg, Trostbrücke 4 (verändert)
- 1925: Umbau und Aufstockung des Klockmannhauses in Hamburg
- um 1925: Fabrikgebäude für die Zigarettenfabrik Haus Neuerburg (später: Reemtsma) in Hamburg-Wandsbek, Walddörferstraße (Ursprungsbau, spätere Erweiterung von Fritz Höger)
- 1927: Seewasser-Warmbadeanstalt in Niendorf
- 1928–1929: Kontorhaus Mohlenhof in Hamburg, Burchardstraße 17 (Hermes-Skulptur von Richard Kuöhl)
- 1936–1937: Wohnbebauung Altstädter Hof in Hamburg, Steinstraße 13–19a u. a. (bildhauerischer Schmuck von Richard Kuöhl)
- 1938: Pressehaus in Hamburg, Speersort 1 (bildhauerischer Schmuck von Richard Kuöhl, nach Kriegsschäden stark verändert, Sitz der Wochenzeitung Die Zeit)
- 1938–1939: Bartholomayhaus in Hamburg, Steinstraße (Bauherr: Robert Bartholomay; als letztes Kontorhaus im klassischen Stil mit großem Blendgiebel in Anlehnung an alt-hanseatische Bürgerhäuser errichtet)
- 1939–1941: Luftgau-Siedlung in Hamburg-Osdorf[7]
- 1950: Wiederaufbau des kriegszerstörten Thalia-Theaters in Wuppertal für Robert Bartholomay[8]
- 1955: City-Hof-Hochhäuser in Hamburg; seit 2019 abgerissen.